# Скороход (исторический район)
Скороход — исторический район в Петродворцовом районе Санкт-Петербурга между Ольгинским шоссе, Скороходовской ул., Прогонной ул. и границей г. Петергофа. Входит в состав муниципального образования «Город Петергоф».

## История
Возникновение исторического района, ранее имевшего статус посёлка, относится к 50-м гг. XX вв. Здесь были выделены участки для индивидуального жилищного строительства работникам обувной фабрики «Скороход», от которой исторический район и получил своё название.

## Современное состояние
Со всех сторон окружён незастроенными территориями. С севера к Скороходу примыкает исторический район Луизино. Ближайшая железнодорожная станция пригородного сообщения — Новый Петергоф . Планировочная структура ортогональная. С запада на восток проходят улицы, имеющие собственные названия, с севера на юг — проезды, различающиеся по номерам. По уровню благоустройства находится в числе наихудших частей Санкт-Петербурга. В 2012 г. из посёлка на протяжении нескольких месяцев не вывозился мусор.